# Gnorimus variabilis
Gnorimus variabilis (Linnaeus, 1758) è un coleottero appartenente alla famiglia degli Scarabeidi (sottofamiglia Cetoniinae).

## Descrizione

### Adulto
G. variabilis si presenta come un insetto di dimensioni medie, comprese tra i 16 e i 23 mm. Il suo corpo è ovale e tozzo, con testa, pronoto e dorso ben distinti e di colore nero, spesso punteggiato di puntini bianchi.

### Larva

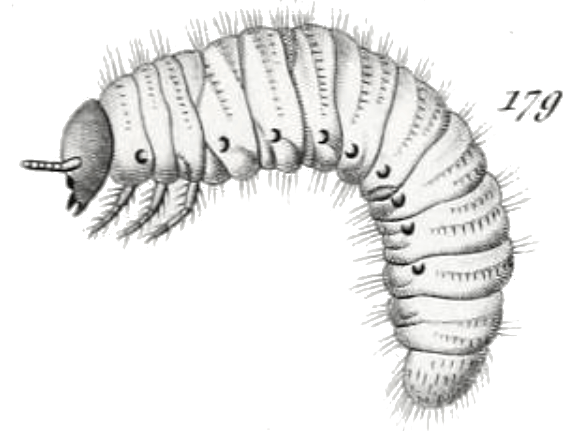
Larva di Gnorimus variabilis.

Le larve hanno l'aspetto di grossi vermi dalla forma a "C", con la testa e le tre paia di zampe chitinose e atrofizzate. Lungo il corpo, presentano dei forellini chitinosi che gli permettono di respirare.

## Biologia
Gli adulti compaiono a primavera e sono attivi anche in estate. Sono di abitudini diurne e sono soliti volare sui fiori, di cui si nutrono. Rispetto alla specie congenerica Gnorimus nobilis si rinviene al piano basale fino a quote medie. Le larve si sviluppano nutrendosi del legno all'interno delle cavità degli alberi, in particolar modo querce e faggi.

## Distribuzione e habitat
G. variabilis è presente in tutta l'Europa, comprese Gran Bretagna e sud della Svezia oltre che nel Caucaso e in Asia Minore. In Italia è presente ad eccezione delle Isole, la Calabria, Puglia, Molise e Abruzzo.

## Conservazione
G. variabilis è considerata una specie vulnerabile all'estinzione, sulla Lista rossa IUCN.